# Sol-gel
Sol-gel postupak je pogodan za pripremu homogene keramike, stakla i mešavina na niskim temperaturama. Počev od molekularnih prekurzora, može da se dobije jedna neorganska mreža putem reakcija hidrolize i polimerizacije na niskim temperaturama. Svaki korak u procesu može da se kontroliše i modifikuje da bi se dobio specifičan materijal sa boljim karakteristikama kao što je veća površinska oblast, veća homogenost i čistoća, bolja mikrostrukturna kontrola metalnih čestica. Primene sol-gel postupka su u oblasti katalize i dobijanja keramičkih vlakana.
U jednom tipičnom sol-gel procesu, sastojci se mešaju kako bi se dobio homogen rastvor koji se zatim pretvara u gel i dobija se visoko porozni oksid. Ako se dodaje punilo, može da se dobije smeša. Određeno jedinjenje, rastvarač i temperature pretvaranja u gel kao i katalizator mogu da se promene. Ove promene mogu drastično da utiču na vreme pretvaranja u gel kao i na karakteristike gela.
Naprostiji sol-gel metod jeste pripremanje . Skoro sav eksperimentalan i teorijski rad u sol-gel nauci se zasniova na SiO2. Silikat ester se prvo hidrolizuje, a potom kondenzuje na sobnoj temperature. Hidrolizom se dobijaju monomerske jedinice hidroksida koji čine aktivni sadržaj rekacije polikondenzacije.

## Tipovi
1. Najdetaljnije istraživani sol-gel materijal je  dobijen od tetraetil orto silikata (TEOS) ili tetrametil orto silikata (TMOS). Pomenuto jedinjenje se koristi za formiranje monolita.
2. Drugi tip gela se dobija iz sola koji se sastoji od koloidne suspenzije od silicijum-dioksida koji se dobija postupkom drugačijim od direktne hidrolize organometalnih jedinjenja. Na primer takvi solovi mogu da se sastoje od dispergovane silicijumske kiseline ili raspršeni amorfni silicijum dioksid ( mikrosilika) dobijenog hidrolizom na plamenu SiCl4. Sol-gel proces se odvija raspršivanjem polisilicijumove kiseline i destabilizacijom sola dodavanjem formamida ili određenih drugih aditiva. Sol dobijen raspršavanjem silika-sola u nepolarnom sredstvu se gelira uz pomoć odgovarajućeg agensa za geliranje koji deprotonizira silanol grupe prekrivajući površinu čestica.Gelovi drugog tipa se stežu vrlo malo tokom sušenja i mogu da se formiraju bez pukotina u komade značajnih dimenzija. Nažalost, sastav stakla koji se dobija s ovim gelovima je ograničen na čisti ili skoro čisti silicijum-dioksid zbog slabe reaktivnosti raspršenih čestica silicijum-dioksida sa drugim hemikalijama.

## Literatura
- M.Srećković, Lj.Vulićević,V.Rajković, Ž.Tomić, Guide of laser damages on the surface of some modern materials, Čačak 2004.
- Vladimir V. Srdić. Procesiranje novih keramičkih materijala. Univerzitet u Novom Sadu, Tehnološki fakultet, Novi Sad, 2004.
- 1991

## Spoljašnje veze
- Архивирано на веб-сајту  (6. септембар 2005)